# Joaquim Danés i Torras
Joaquim Danés i Torras, (Olot, 8 de juny de 1888 - 11 de febrer de 1960) fou un metge català.
Fill de Joan Danés i Colldecarrera i de Jerònima Torras i Diví, va néixer a Olot el 8 de juny de 1888, va estudiar a la Facultat de Medicina de Barcelona i es va doctorar a la universitat de Madrid amb la tesi Cirugía de la tuberculosis pulmonar: estudio de los procedimientos directos. Aconseguí les oposicions de metge a Olot, on arribà a ser el director de l'Hospital.
Va estar molt relacionat amb la cultura i la història. Dirigí el Museu-Biblioteca i l'Arxiu d'Olot, a més d'escriure diverses obres relacionades amb la seva ciutat natal i tractats de medicina: Pretèrits olotins, Història d'Olot, Colapsterapia.
L'any 1916 es va casar amb Maria Llongarriu i Saguer.
Es va haver d'exiliar el 1939 a França, però va decidir tornar a Catalunya poc temps després i fou empresonat primer a Olot i després a Salt. Va aconseguir la llibertat després de passar per un consell de guerra. El règim franquista li prohibí l'exercici de la seva professió mèdica.
Els últims anys de la seva vida els dedicà quasi exclusivament a l'Arxiu i el Museu-Biblioteca, fins que morí l'onze de febrer de 1960. El seu enterrament fou una de les més impressionants manifestacions de dol que es recorden a la ciutat d'Olot. En canvi la premsa silencià la seva mort i per raons polítiques es retirà un número de la revista Olot-Misión dedicat a la seva figura. El seu fons documental es conserva a l'Arxiu Comarcal de la Garrotxa. La ciutat d'Olot li va dedicar una avinguda.